# Paris Las Vegas
Paris Las Vegas és un famós hotel i casino de Las Vegas (Nevada, EUA), propietat de Harrah's Entertainment. El tema principal del complex és França, en concret la ciutat de París, complex en què es troba una rèplica de la Torre Eiffel de 164,6 m d'alçada, la meitat que la de París, un cartell de neó en forma de globus Montgolfier, i dos terços de l'Arc de Triomf de l'Étoile i una rèplica de la Plaça de la Concorde. La façana frontal de l'edifici simula l'Òpera Garnier de París i el Museu del Louvre.

## Història
El projecte el va anunciar al començament Bally's Entertainment, propietaris de l'hotel del costat Bally's Las Vegas.
Les excavacions per a l'hotel Paris van començar el 17 d'abril del 1997. Va obrir l'1 de setembre del 1999 amb castells de foc des de la Torre Eiffel. L'actriu francesa Catherine Deneuve va ser qui va prémer l'accionament per engegar el xou pirotècnic d'inauguració del Paris.

## Galeria

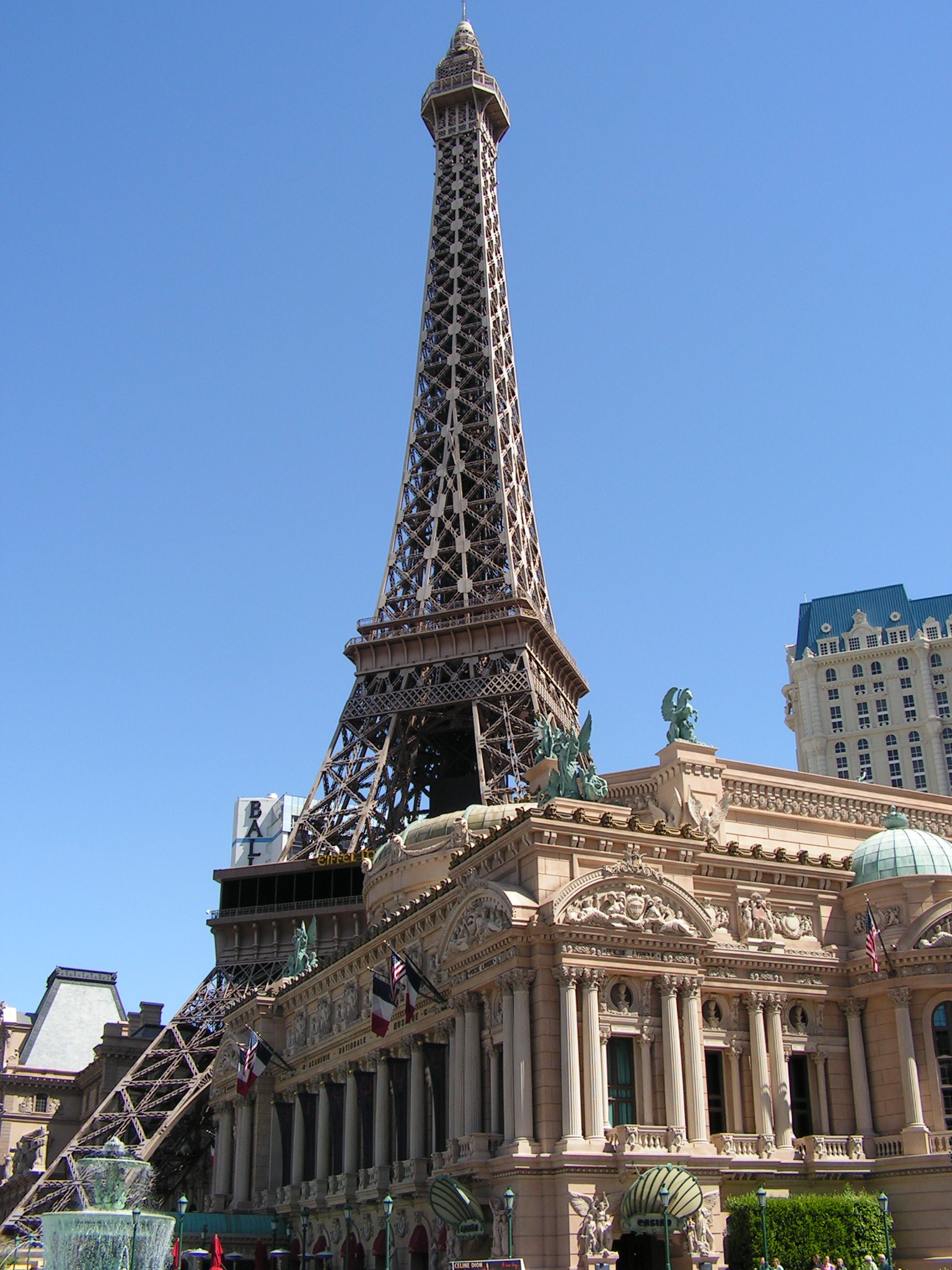
Paris Las Vegas amb la rèplica de la Torre Eiffel
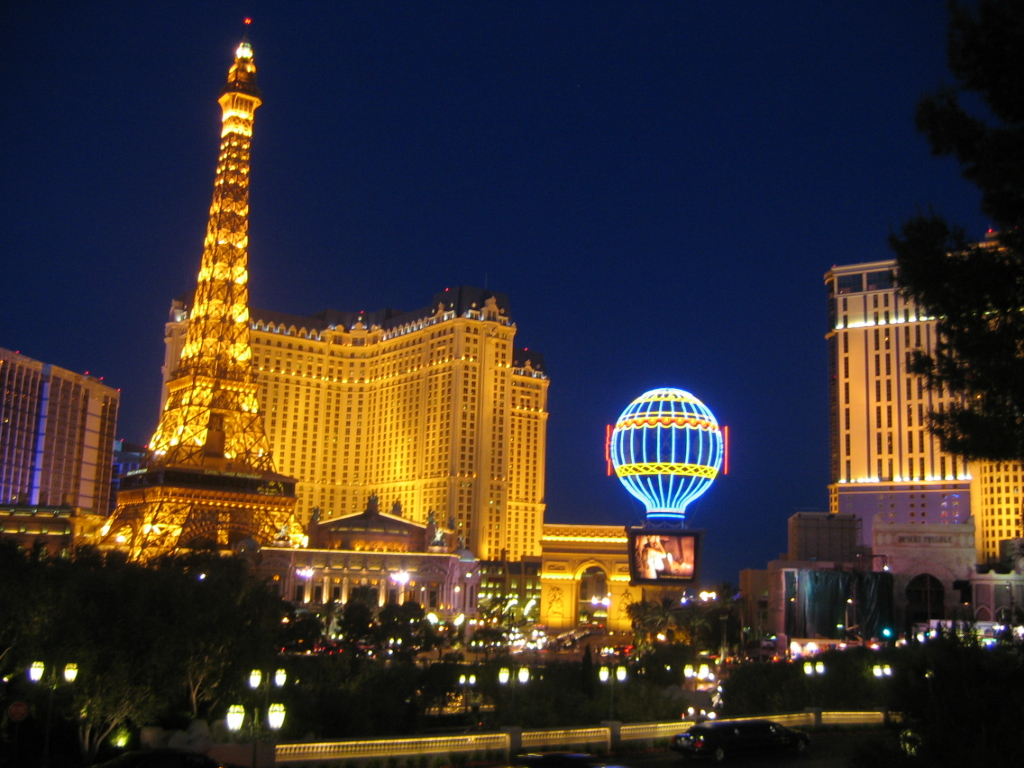
Complex de Paris Las Vegas
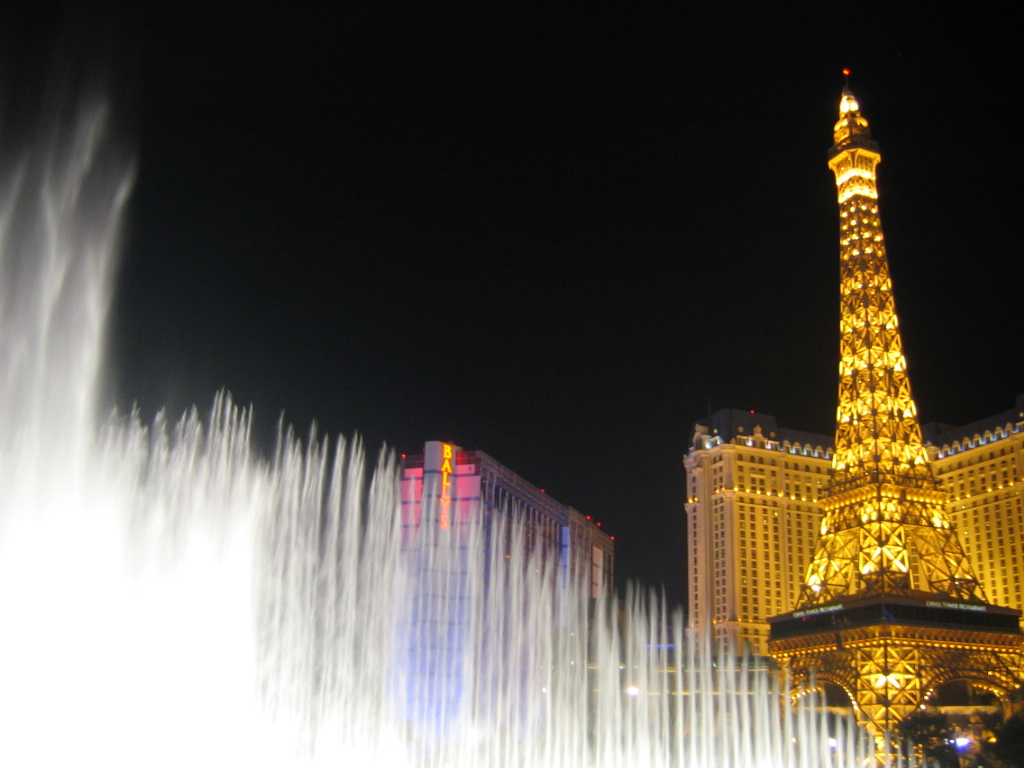
Fonts ballarines de l'hotel Bellagio.
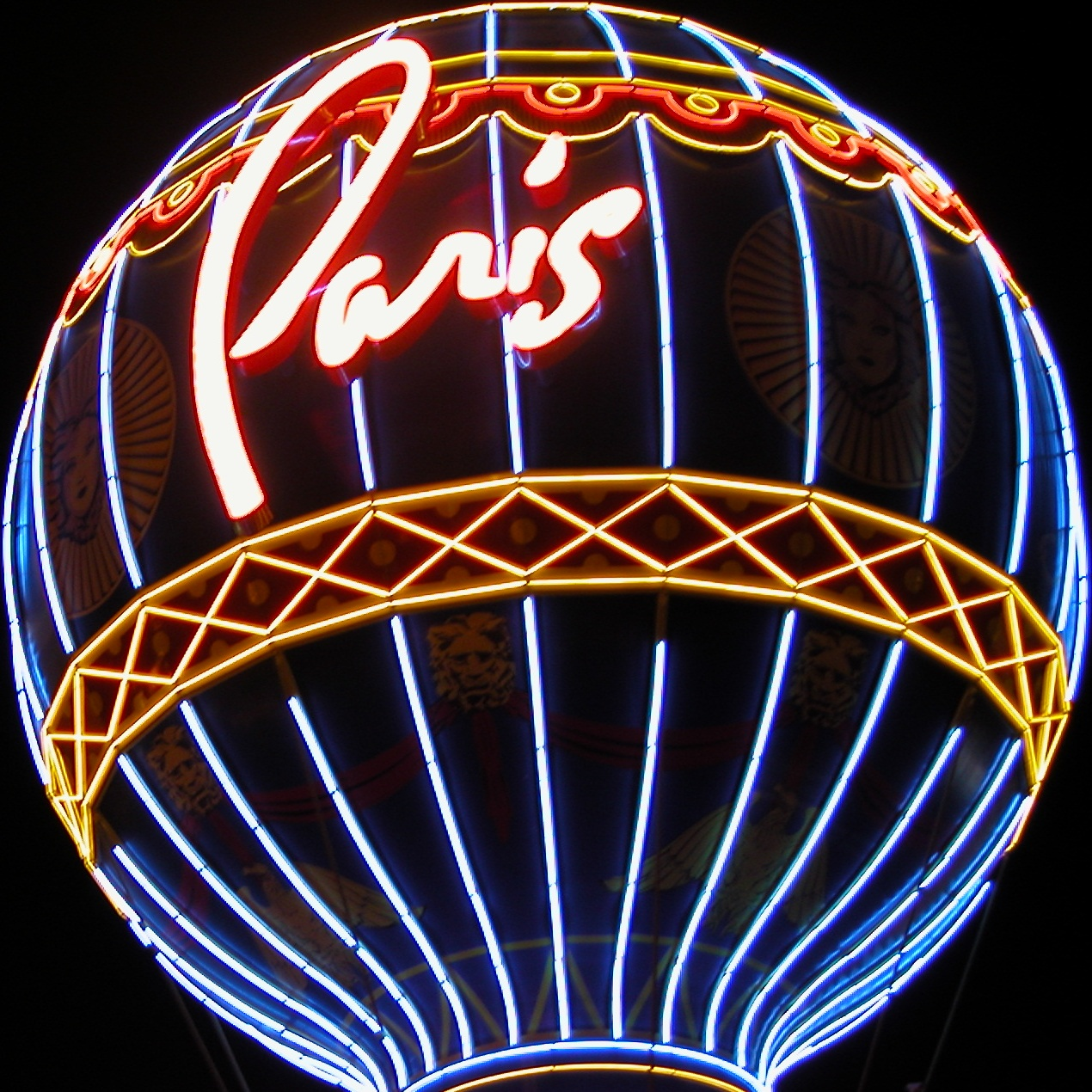
Globus Montgolfier.
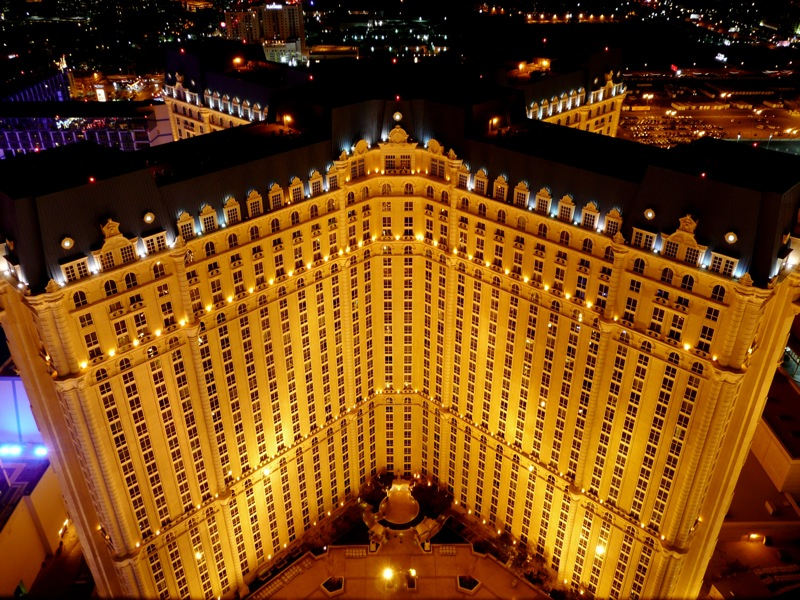
Façana de l'hotel Paris.